# Gephyrota glauca
Gephyrota glauca là một loài nhện trong họ Philodromidae.
Loài này thuộc chi Gephyrota. Gephyrota glauca được miêu tả năm 1966 bởi Jézéquel.